# Saprosma dispar
Saprosma dispar är en måreväxtart som beskrevs av Justus Carl Hasskarl. Saprosma dispar ingår i släktet Saprosma och familjen måreväxter.
Artens utbredningsområde är Java. Inga underarter finns listade i Catalogue of Life.